# Eishockey-Weltmeisterschaft der Herren 2013
Die 77. Eishockey-Weltmeisterschaften der Herren der Internationalen Eishockey-Föderation IIHF waren die Eishockey-Weltmeisterschaften des Jahres 2013. Insgesamt nahmen zwischen dem 14. Oktober 2012 und dem 19. Mai 2013 48 Nationalmannschaften an den sieben Turnieren der Top-Division sowie der Divisionen I bis III teil.
Der Weltmeister wurde zum neunten Mal insgesamt und zum ersten Mal seit sechs Jahren die Mannschaft Schwedens, die im Finale den Außenseiter Schweiz mit 5:1 bezwang. Mit Schweden gewann erstmals seit 1986 wieder die gastgebende Nation das Turnier. Dessen Finalgegner Schweiz gewann erstmals seit 60 Jahren wieder eine Medaille bei einem Weltmeisterschaftsturnier. Die deutsche Nationalmannschaft belegte den neunten Rang und verpasste somit knapp das Erreichen des Viertelfinales. Österreich verpasste durch den 15. Platz den Klassenerhalt in der Top-Division und stieg somit direkt wieder in die Division IA ab.
Die Aufsteiger in den vier Divisionen waren die Mannschaften aus Kasachstan, Italien, der Ukraine, Kroatien, Israel und Südafrika.

## Teilnehmer, Austragungsorte und -zeiträume
- Top-Division: 3. bis 19. Mai 2013 in Helsinki, Finnland und Stockholm, Schweden
Teilnehmer:  Belarus,  Dänemark,  Deutschland,  Finnland,  Frankreich,  Kanada,  Lettland,  Norwegen,  Österreich (Aufsteiger),  Russland (Titelverteidiger),  Schweden,  Schweiz,  Slowakei,  Slowenien (Aufsteiger),  Tschechien,  USA
- Division I
  - Gruppe A: 14. bis 20. April 2013 in Budapest, Ungarn
Teilnehmer:  Großbritannien,  Italien (Absteiger),  Japan,  Kasachstan (Absteiger),  Südkorea (Aufsteiger),  Ungarn
  - Gruppe B: 14. bis 20. April 2013 in Donezk, Ukraine
Teilnehmer:  Estland (Aufsteiger),  Litauen,  Niederlande,  Polen,  Rumänien,  Ukraine (Absteiger)
- Division II
  - Gruppe A: 14. bis 20. April 2013 in Zagreb, Kroatien
Teilnehmer:  Australien (Absteiger),  Belgien (Aufsteiger),  Island,  Kroatien,  Serbien,  Spanien
  - Gruppe B: 21. bis 27. April 2013 in İzmit, Türkei
Teilnehmer:  Bulgarien,  Volksrepublik China,  Israel,  Mexiko,  Neuseeland (Absteiger),  Türkei (Aufsteiger)
- Division III: 15. bis 21. April 2013 in Kapstadt, Südafrika
Teilnehmer:  Griechenland (Qualifikant),  Irland,  Luxemburg,  Nordkorea,  Südafrika (Absteiger),  Vereinigte Arabische Emirate (Qualifikant)
- Qualifikation zur Division III: 14. bis 17. Oktober 2012 in Abu Dhabi, Vereinigte Arabische Emirate
Teilnehmer:  Georgien (Neuling),  Griechenland,  Mongolei,  Vereinigte Arabische Emirate (erste Teilnahme seit 2010)

## Modus
In der Top-Division qualifizieren sich die vier besten Mannschaften jeder Gruppe direkt für das Viertelfinale. Durch den Modus sollen die Teams, die im Verlauf der Vorrunde am konstantesten spielen, bevorzugt werden. Die Qualifikation für die Zwischenrunde kann dadurch nicht mehr von nur einem Spiel abhängig sein. Die Gesamtanzahl der Spiele beträgt 64 Partien.
In den Divisionen I und II werden die jeweils zwölf Mannschaften weiterhin qualitativ in je zwei Gruppen zu sechs Teams aufgeteilt. Dies geschieht auf Grundlage der Abschlussplatzierungen der Weltmeisterschaften des Jahres 2012.
Die Division III wird weiterhin in einer Gruppe mit sechs Mannschaften spielen, wobei je nach Anzahl der gemeldeten Teilnehmer eine optionale Qualifikation veranstaltet wird.
Aus der Top-Division steigen die beiden Letzten der zwei Vorrundengruppen in die Division I A ab. Aus selbiger steigen die beiden Erstplatzierten zum nächsten Jahr in die Top-Division auf, während der Sechstplatzierte in die Division I B absteigt. Im Gegenzug steigt der Gewinner der Division I B in die Division I A auf. Aus der Division I B steigt ebenfalls der Letzte in die Division II A ab. Die Aufstiegsregelung der Division I B mit einem Auf- und Absteiger gilt genauso für die Divisionen II A und II B. Einen direkten Absteiger aus der Division III gibt es nicht. In Abhängigkeit von der Anmeldung neuer Nationalmannschaften müssen die zwei letztplatzierten Teams der Division III des Vorjahres wie auch die neu gemeldeten Nationen in der Qualifikation antreten, um die dann zwei freien Plätze auszuspielen.

## Top-Division
Die Weltmeisterschaft der Top-Division wurde vom 3. bis zum 19. Mai 2013 in der finnischen Hauptstadt Helsinki und der schwedischen Hauptstadt Stockholm ausgetragen. Gespielt wurde in der Hartwall Areena (13.349 Plätze) in Helsinki sowie dem Globen in Stockholm mit 13.850 Plätzen.
Mit Schweden gewann erstmals seit 1986 (Russland) wieder die gastgebende Nation das Turnier. Dessen Finalgegner Schweiz gewann erstmals seit 60 Jahren (1953) wieder eine Medaille bei einem Weltmeisterschaftsturnier.

### Vergabe
Für die Austragung der Weltmeisterschaft des Jahres 2013 bewarben sich zunächst fünf Nationen – Schweden, Belarus, Ungarn, Tschechien und Lettland. Letzteres hatte vor der Abstimmung seine Kandidatur zurückgezogen und unterstützte die schwedische Bewerbung.
| Bewerber   | Stimmen | Anteil (in %) |
| Schweden   | 70      | 73            |
| Belarus    | 15      | 16            |
| Ungarn     | 8       | 8             |
| Tschechien | 3       | 3             |
| Lettland   | –       | –             |

Mit 73 % der Stimmen wurde die Weltmeisterschaft an Schweden vergeben. Bei der IIHF-Jahrestagung 2009 gaben IIHF, Finnland und Schweden bekannt, dass die beiden Länder die Turniere der Jahre 2012, die an Finnland vergeben wurden, und 2013 jeweils gemeinsam veranstalten werden.
Die Spielorte sind die Hauptstädte Helsinki und Stockholm. Helsinki hat bereits sechs WM-Turniere veranstaltet. Stockholm war bereits neunmal Austragungsort der Welttitelkämpfe. Ursprünglich waren für eine rein schwedische Veranstaltung die Austragungsorte Stockholm, mit dem Globen (13.850 Zuschauer), und Malmö mit der 2008 fertiggestellten, multifunktionalen Malmö Arena (12.500 Zuschauer) geplant.

### Teilnehmer
Am Turnier nahmen die besten 14 Mannschaften der Vorjahres-Weltmeisterschaft sowie die beiden Erstplatzierten des Turniers der Division IA des Vorjahres teil:
| 14 aus Europa     | Belarus                                    | Dänemark                                   | Deutschland | Finnland (Gastgeber)                        |
| 14 aus Europa     | Frankreich                                 | Lettland                                   | Norwegen    | Österreich (Aufsteiger aus der Division IA) |
| 14 aus Europa     | Russland (Titelverteidiger)                | Schweden (Gastgeber)                       | Schweiz     | Slowakei                                    |
| 14 aus Europa     | Slowenien (Aufsteiger aus der Division IA) | Slowenien (Aufsteiger aus der Division IA) | Tschechien  | Tschechien                                  |
| 2 aus Nordamerika | Kanada                                     | Kanada                                     | USA         | USA                                         |

Gruppeneinteilung

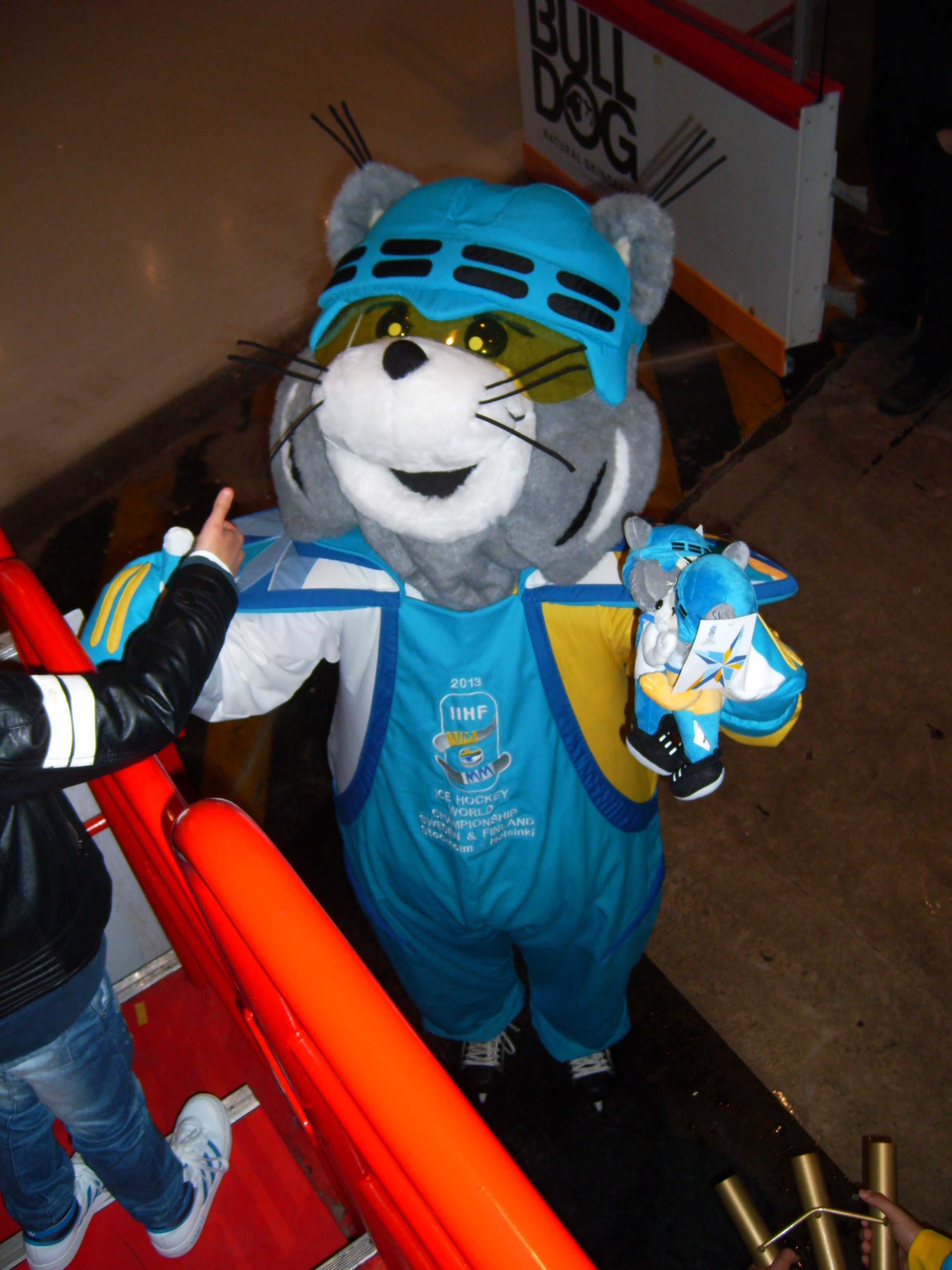
Icy – das Maskottchen der WM 2013

Die Gruppeneinteilung der Vorrunde wurde auf Basis der nach Abschluss der Weltmeisterschaft 2012 aktuellen IIHF-Weltrangliste festgelegt. Lediglich eine Veränderung gibt es: Russland und Tschechien tauschten ihre Startplätze in verschiedenen Gruppen, um Ansetzungen zu optimieren.
| Gruppe S (Stockholm) | Gruppe H (Helsinki) |
| Tschechien (3)       | Russland (1)        |
| Schweden (4)         | Finnland (2)        |
| Kanada (5)           | Slowakei (6)        |
| Norwegen (8)         | USA (7)             |
| Schweiz (9)          | Deutschland (10)    |
| Dänemark (12)        | Lettland (11)       |
| Belarus (13)         | Frankreich (14)     |
| Slowenien (18)       | Österreich (15)     |

* In Klammern ist der jeweilige Weltranglistenplatz angegeben.

### Modus
Das 17-tägige Weltmeisterschaftsturnier wurde in zwei Phasen – Vorrunde und Finalrunde – gegliedert.
Die 16 Teams spielten nach ihrer Weltranglistenplatzierung zunächst in zwei Gruppen à acht Teams eine Vorrunde (Preliminary Round). Dabei wurden für einen Sieg nach regulärer Spielzeit von 60 Minuten drei, für einen Sieg in der maximal fünfminütigen Verlängerung oder im Penaltyschießen zwei und für eine Niederlage in der Verlängerung oder im Penaltyschießen ein Punkt vergeben. Bei Punktgleichheit zwischen zwei Teams entschied der direkte Vergleich. Wären mehr als zwei Mannschaften punktgleich gewesen, hätten folgende Kriterien entschieden:
1. Anzahl Punkte aus den Spielen der punktgleichen Mannschaften gegeneinander,
2. bessere Tordifferenz aus den Spielen gegeneinander,
3. Anzahl Tore aus den Spielen gegeneinander
4. Punkte, Tordifferenz und Tore gegen die nächstbessere, nicht punktgleiche Mannschaft (wenn möglich),
5. Ergebnisse gegen die übernächstbessere, nicht punktgleiche Mannschaft (wenn möglich),
6. Platzierung in der IIHF-Weltrangliste des Jahres 2012.

Wären nach einem dieser Kriterien nur noch zwei Mannschaften punktgleich gewesen, hätte wieder der direkte Vergleich entschieden.
Die vier besten Mannschaften jeder Vorrundengruppe qualifizierten sich für das Viertelfinale und spielten im K.-o.-System mit folgendem Halbfinale und Finale die Medaillengewinner aus (Playoff Round). Die Nationen auf dem letzten Rang der jeweiligen Gruppe stiegen in die Division IA ab. Da Belarus als Gastgeber für die WM 2014 gesetzt war, wäre bei einem sportlichen Abstieg Belarus’ die vorletzte Nation der beiden Gruppen mit der schlechteren Bilanz abgestiegen.

### Austragungsorte
| Helsinki |

| Stockholm |

| Helsinki |

| Stockholm |

### Vorrunde
Die Vorrunde der Weltmeisterschaft startete am 3. Mai in Helsinki mit der Partie zwischen Frankreich und der Slowakei. Am Eröffnungstag folgten noch drei weitere Spiele. Beendet wurde die Vorrunde am 14. Mai mit der Begegnung zwischen Dänemark und Gastgeber Schweden in Stockholm. Am Schlusstag der Vorrunde wurden insgesamt sechs Partien ausgetragen. Dazwischen wurden an jedem Turniertag vier oder sechs Partien ausgetragen.

#### Gruppe S
| 3. Mai 2013 16:15 Uhr (Ortszeit) | Tschechien J. Voráček (11:03) R. Vrbata (49:57) | 2:0 (1:0, 0:0, 1:0) Spielbericht | Belarus | Globen, Stockholm Zuschauer: 5.127 |

| 3. Mai 2013 20:15 Uhr | Schweden J. Fransson (38:10) S. Hjalmarsson (59:38) | 2:3 (0:0, 1:2, 1:1) Spielbericht | Schweiz M. Bieber (22:52) N. Niederreiter (28:17) R. Gardner (59:27) | Globen, Stockholm Zuschauer: 12.500 |

| 4. Mai 2013 12:15 Uhr | Norwegen A. Bastiansen (1:02) A. Bastiansen (14:03) M. Hansen (59.55) | 3:1 (2:1, 0:0, 1:0) Spielbericht | Slowenien Ž. Jeglič (19:43) | Globen, Stockholm Zuschauer: 3.832 |

| 4. Mai 2013 16:15 Uhr | Kanada M. Duchene (30:15) S. Stamkos (31:38) M. Duchene (47:03) | 3:1 (0:1, 2:0, 1:0) Spielbericht | Dänemark M. Green (4:50) | Globen, Stockholm Zuschauer: 5.577 |

| 4. Mai 2013 20:15 Uhr | Tschechien J. Hudler (32:40) | 1:2 (0:1, 1:1, 0:0) Spielbericht | Schweden J. Ericsson (10:14) H. Tallinder (22:38) | Globen, Stockholm Zuschauer: 12.500 |

| 5. Mai 2013 12:15 Uhr | Belarus I. Kasnadsej (17:19) A. Kitarau (29:44) A. Filitschkin (43:57) A. Uharau (55:19) | 4:3 (1:1, 1:0, 2:2) Spielbericht | Slowenien T. Razingar (13:28) M. Rodman (41:06) R. Sabolič (54:52) | Globen, Stockholm Zuschauer: 1.411 |

| 5. Mai 2013 16:15 Uhr | Schweiz D. Hollenstein (13:11) N. Niederreiter (53:14) R. Suri (PS) | 3:2 n. P. (1:0, 0:1, 1:1, 0:0, 1:0) Spielbericht | Kanada A. Ladd (34:33) M. Read (47:35) | Globen, Stockholm Zuschauer: 6.107 |

| 5. Mai 2013 20:15 Uhr | Norwegen M. Trygg (1:03) A. Bastiansen (37:05) P. Thoresen (57:28) | 3:2 (1:0, 1:0, 1:2) Spielbericht | Dänemark S. Lassen (45:09) M. Bødker (49:58) | Globen, Stockholm Zuschauer: 3.754 |

| 6. Mai 2013 16:15 Uhr | Schweiz A. Ambühl (17:56) N. Niederreiter (26:36) S. Moser (45:47) S. Bodenmann (53:22) R. Suri (59:21) | 5:2 (1:0, 1:2, 3:0) Spielbericht | Tschechien J. Hudler (33:02) J. Hudler (39:12) | Globen, Stockholm Zuschauer: 3.537 |

| 6. Mai 2013 20:15 Uhr | Schweden O. Lindberg (25:40) F. Pettersson (51:36) | 2:1 (0:1, 1:0, 1:0) Spielbericht | Belarus K. Kalzou (17:34) | Globen, Stockholm Zuschauer: 10.473 |

| 7. Mai 2013 16:15 Uhr | Slowenien R. Tičar (6:11) R. Tičar (34:41) | 2:3 n. V. (1:0, 1:1, 0:1, 0:1) Spielbericht | Dänemark K. Staal (23:34) M. Madsen (45:58) M. Green (61:53) | Globen, Stockholm Zuschauer: 1.051 |

| 7. Mai 2013 20:15 Uhr | Kanada A. Ladd (4:45) J. Skinner (13:07) M. Duchene (16:57) C. Giroux (18:04) T. Hall (22:28) S. Stamkos (44:32) T. Hall (52:35) | 7:1 (4:0, 1:1, 2:0) Spielbericht | Norwegen K. A. Olimb (30:24) | Globen, Stockholm Zuschauer: 3.678 |

| 8. Mai 2013 16:15 Uhr | Slowenien R. Pajič (6:13) | 1:7 (1:3, 0:3, 0:1) Spielbericht | Schweiz S. Bodenmann (14:59) L. Cunti (17:39) D. Hollenstein (19:23) D. Hollenstein (31:20) S. Moser (35:02) A. Ambühl (39:53) R. Suri (44:05) | Globen, Stockholm Zuschauer: 2.132 |

| 8. Mai 2013 20:15 Uhr | Norwegen M. Holtet (31:53) | 1:5 (0:2, 1:0, 0:3) Spielbericht | Schweden G. Landeskog (09:26) L. Eriksson (14:00) A. Jämtin (44:11) E. Fälth (44:59) G. Landeskog (56:33) | Globen, Stockholm Zuschauer: 12.293 |

| 9. Mai 2013 16:15 Uhr | Tschechien Z. Michálek (45:53) Z. Irgl (PS) | 2:1 n. P. (0:0, 0:0, 1:1, 0:0, 1:0) Spielbericht | Dänemark M. Poulsen (55:55) | Globen, Stockholm Zuschauer: 3.359 |

| 9. Mai 2013 20:15 Uhr | Schweden | 0:3 (0:1, 0:2, 0:0) Spielbericht | Kanada S. Stamkos (8:56) L. Schenn (20:55) J. Staal (33:00) | Globen, Stockholm Zuschauer: 12.500 |

| 10. Mai 2013 16:15 Uhr | Slowenien R. Sabolič (6:21) R. Tičar (11:47) | 2:4 (2:2, 0:0, 0:2) Spielbericht | Tschechien P. Koukal (5:31) J. Hudler (19:17) Z. Michálek (45:58) J. Novotný (55:55) | Globen, Stockholm Zuschauer: 1.949 |

| 10. Mai 2013 20:15 Uhr | Belarus A. Jafimenka (55:58) | 1:4 (0:2, 0:1, 1:1) Spielbericht | Kanada R. O’Reilly (11:17) A. Ladd (16:59) S. Stamkos (25:27) C. Giroux (42:35) | Globen, Stockholm Zuschauer: 4.927 |

| 11. Mai 2013 12:15 Uhr | Schweiz L. Cunti (1:55) R. Gardner (31:02) R. Suri (43:47) N. Niederreiter (54:34) | 4:1 (1:0, 1:1, 2:0) Spielbericht | Dänemark N. Jensen (33:54) | Globen, Stockholm Zuschauer: 3.543 |

| 11. Mai 2013 16:15 Uhr | Schweden G. Landeskog (25:50) F. Pettersson (42:52) | 2:0 (0:0, 1:0, 1:0) Spielbericht | Slowenien | Globen, Stockholm Zuschauer: 12.500 |

| 11. Mai 2013 20:15 Uhr | Norwegen P. Skrøder (3:55) P. Skrøder (25:58) A. Bastiansen (54:18) | 3:1 (1:0, 1:0, 1:1) Spielbericht | Belarus A. Kulakou (58:27) | Globen, Stockholm Zuschauer: 3.115 |

| 12. Mai 2013 16:15 Uhr | Kanada W. Simmonds (11:01) J. Skinner (46:55) | 2:1 (1:1, 0:0, 1:0) Spielbericht | Tschechien P. Koukal (17:03) | Globen, Stockholm Zuschauer: 6.117 |

| 12. Mai 2013 20:15 Uhr | Norwegen O. Tollefsen (44:14) | 1:3 (0:2, 0:1, 1:0) Spielbericht | Schweiz S. Moser (6:05) R. Josi (15:33) P. von Gunten (39:35) | Globen, Stockholm Zuschauer: 3.226 |

| 13. Mai 2013 16:15 Uhr | Dänemark P. Larsen (6:31) N. Jensen (14:57) M. Green (27:03) | 3:2 (2:0, 1:2, 0:0) Spielbericht | Belarus K. Kalzou (32:10) R. Hrabarenka (36:36) | Globen, Stockholm Zuschauer: 537 |

| 13. Mai 2013 20:15 Uhr | Kanada M. Duchene (22:01) S. Stamkos (22:51) B. Dillon (47:09) S. Stamkos (63:36) | 4:3 n. V. (0:2, 2:1, 1:0, 1:0) Spielbericht | Slowenien J. Urbas (5:53) J. Urbas (8:36) T. Razingar (27:17) | Globen, Stockholm Zuschauer: 2.184 |

| 14. Mai 2013 12:15 Uhr | Belarus J. Kawyrschyn (41:35) | 1:4 (0:1, 0:0, 1:3) Spielbericht | Schweiz R. Josi (1:13) M. Bieber (50:59) J. Walker (54:00) J. Walker (59:02) | Globen, Stockholm Zuschauer: 2.206 |

| 14. Mai 2013 16:15 Uhr | Tschechien T. Fleischmann (1:45) T. Fleischmann (7:18) J. Tlustý (11:27) M. Hanzal (27:56) Z. Michálek (39:59) R. Vrbata (53:11) Z. Irgl (53:32) | 7:0 (3:0, 2:0, 2:0) Spielbericht | Norwegen | Globen, Stockholm Zuschauer: 2.769 |

| 14. Mai 2013 20:15 Uhr | Dänemark M. Madsen (7:40) K. Starkov (36:04) | 2:4 (1:0, 1:1, 0:3) Spielbericht | Schweden D. Sedin (24:30) H. Sedin (40:22) M. Thörnberg (41:36) M. Thörnberg (50:45) | Globen, Stockholm Zuschauer: 11.568 |

| Pl. |            | Sp | S | OTS | OTN | N | Tore  | Punkte |
| --- | ---------- | -- | - | --- | --- | - | ----- | ------ |
| 1.  | Schweiz    | 7  | 6 | 1   | 0   | 0 | 29:10 | 20     |
| 2.  | Kanada     | 7  | 5 | 1   | 1   | 0 | 25:10 | 18     |
| 3.  | Schweden   | 7  | 5 | 0   | 0   | 2 | 17:11 | 15     |
| 4.  | Tschechien | 7  | 3 | 1   | 0   | 3 | 19:12 | 11     |
| 5.  | Norwegen   | 7  | 3 | 0   | 0   | 4 | 12:26 | 9      |
| 6.  | Dänemark   | 7  | 1 | 1   | 1   | 4 | 13:20 | 6      |
| 7.  | Belarus    | 7  | 1 | 0   | 0   | 6 | 10:21 | 3      |
| 8.  | Slowenien  | 7  | 0 | 0   | 2   | 5 | 12:27 | 2      |

Abkürzungen: Pl. = Platz, Sp = Spiele, S = Siege, OTS = Siege nach Verlängerung (Overtime) oder Penaltyschießen, OTN = Niederlagen nach Verlängerung oder Penaltyschießen, N = Niederlagen

Erläuterungen: Viertelfinalqualifikant, Absteiger in die Division IA

#### Gruppe H
| 3. Mai 2013 15:15 Uhr (Ortszeit) | Frankreich D. Raux (45:32) J. Fleury (51:58) | 2:6 (0:1, 0:2, 2:3) Spielbericht | Slowakei M. Michlik (08:28) P. Ölvecký (25:27) T. Záborský (28:34) B. Radivojevič (43:50) M. Šatan (44:40) L. Hudáček (58:57) | Hartwall Areena, Helsinki Zuschauer: 6.996 |

| 3. Mai 2013 19:15 Uhr | Finnland P. Kontiola (10:22) J. Pesonen (39:27) P. Kontiola (58:31) S. Salminen (61:58) | 4:3 n. V. (1:0, 1:1, 1:2, 1:0) Spielbericht | Deutschland F. Schütz (30:21) C. Ehrhoff (42:34) T. Ankert (56:55) | Hartwall Areena, Helsinki Zuschauer: 12.115 |

| 4. Mai 2013 11:15 Uhr | USA D. Moss (10:02) E. Johnson (23:38) T. Stapleton (29:31) A. Palushaj (30:57) E.Johnson (38:22) | 5:3 (1:2, 4:1, 0:0) Spielbericht | Österreich M. Latusa (4:58) D. Welser (5:38) D. Schuller (33:21) | Hartwall Areena, Helsinki Zuschauer: 8.202 |

| 4. Mai 2013 15:15 Uhr | Russland J. Birjukow (13:03) J. Medwedew (28:44) A. Radulow (32:59) J. Rjassenski (38:55) I. Kowaltschuk (40:17) K. Petrow (44:11) | 6:0 (1:0, 3:0, 2:0) Spielbericht | Lettland | Hartwall Areena, Helsinki Zuschauer: 5.293 |

| 4. Mai 2013 19:15 Uhr | Finnland J. Aaltonen (11:28) P. Kontiola (42:09) | 2:0 (1:0, 0:0, 1:0) Spielbericht | Slowakei | Hartwall Areena, Helsinki Zuschauer: 12.078 |

| 5. Mai 2013 11:15 Uhr | Frankreich D. Fleury (03:36) T. Da Costa (04:17) J. Desrosiers (37:10) | 3:1 (2:0, 1:0, 0:1) Spielbericht | Österreich T. Vanek (47:23) | Hartwall Areena, Helsinki Zuschauer: 3.471 |

| 5. Mai 2013 15:15 Uhr | Deutschland J. Tripp (45:03) | 1:4 (0:0, 0:2, 1:2) Spielbericht | Russland I. Kowaltschuk (23:20) I. Kowaltschuk (30:09) I. Kowaltschuk (58:20) D. Kokarew (59:39) | Hartwall Areena, Helsinki Zuschauer: 3.705 |

| 5. Mai 2013 19:15 Uhr | Lettland A. Kulda (21:11) | 1:4 (0:0, 1:2, 0:2) Spielbericht | USA T. Stapleton (22:11) D. Moss (24:21) B. Butler (50:55) M. Hunwick (52:21) | Hartwall Areena, Helsinki Zuschauer: 5.048 |

| 6. Mai 2013 15:15 Uhr | Deutschland M. Wolf (4:01) M. Kink (43:01) | 2:3 (1:0, 0:1, 1:2) Spielbericht | Slowakei M. Bližňák (33:30) T. Záborský (45:41) T. Záborský (52:46) | Hartwall Areena, Helsinki Zuschauer: 5.078 |

| 6. Mai 2013 19:15 Uhr | Finnland J. Pesonen (34:41) J. Aaltonen (35:19) V. Viitaluoma (48:36) | 3:1 (0:0, 2:0, 1:1) Spielbericht | Frankreich P.-E. Bellemare (40:43) | Hartwall Areena, Helsinki Zuschauer: 12.158 |

| 7. Mai 2013 15:15 Uhr | Österreich F. Iberer (13:45) A. Lakos (17:09) T. Vanek (23:05) M. Altmann (26:58) M. Raffl (49:52) D. Oberkofler (56:50) | 6:3 (2:1, 2:1, 2:1) Spielbericht | Lettland A. Bērziņš (3:52) A. Saviels (38:08) L. Dārziņš (40:52) | Hartwall Areena, Helsinki Zuschauer: 3.051 |

| 7. Mai 2013 19:15 Uhr | Russland A. Below (5:23) I. Kowaltschuk (14:04) A. Tereschtschenko (31:19) J. Medwedew (53:35) A. Radulow (55:27) | 5:3 (2:2, 1:1, 2:0) Spielbericht | USA P. Stastny (10:58) P. Stastny (13:28) M. Hunwick (27:09) | Hartwall Areena, Helsinki Zuschauer: 6.038 |

| 8. Mai 2013 15:15 Uhr | Österreich | 0:2 (0:0, 0:1, 0:1) Spielbericht | Deutschland M. Kink (37:00) M. Kink (59:51) | Hartwall Areena, Helsinki Zuschauer: 6.820 |

| 8. Mai 2013 19:15 Uhr | USA C. Smith (17:36) C. Smith (43:22) S. Gionta (51:29) C. Smith (59:18) | 4:1 (1:1, 0:0, 3:0) Spielbericht | Finnland J. Koskiranta (5:53) | Hartwall Areena, Helsinki Zuschauer: 12.848 |

| 9. Mai 2013 15:15 Uhr | Russland A. Pereschogin (26:57) | 1:2 (0:0, 1:2, 0:0) Spielbericht | Frankreich D. Fleury (29:52) A. Roussel (36:48) | Hartwall Areena, Helsinki Zuschauer: 3.173 |

| 9. Mai 2013 19:15 Uhr | Slowakei T. Záborský (1:23) T. Surový (36:09) T. Surový (59:38) | 3:5 (1:3, 1:1, 1:1) Spielbericht | Lettland M. Cipulis (0:15) L. Dārziņš (13:00) Z. Girgensons (17:24) L. Dārziņš (38:50) L. Dārziņš (40:25) | Hartwall Areena, Helsinki Zuschauer: 3.124 |

| 10. Mai 2013 15:15 Uhr | Slowakei T. Surový (9:00) | 1:2 n. P. (1:0, 0:1, 0:0, 0:0) Spielbericht | Österreich G. Unterluggauer (33:17) T. Vanek (PS) | Hartwall Areena, Helsinki Zuschauer: 8.449 |

| 10. Mai 2013 19:15 Uhr | Russland A. Radulow (23:37) I. Kowaltschuk (58:12) | 2:3 (0:1, 1:2, 1:0) Spielbericht | Finnland P. Kontiola (3:22) P. Kontiola (27:21) J. Aaltonen (36:00) | Hartwall Areena, Helsinki Zuschauer: 12.383 |

| 11. Mai 2013 11:15 Uhr | USA S. Gionta (7:08) B. Butler (17:17) P. Stastny (51:37) D. Moss (53:23) | 4:2 (2:0, 0:1, 2:1) Spielbericht | Frankreich K. Hecquefeuille (28:24) Y. Treille (58:30) | Hartwall Areena, Helsinki Zuschauer: 7.458 |

| 11. Mai 2013 15:15 Uhr | Finnland A. Pihlström (4:13) V.-M. Savinainen (8:18) P. Kontiola (27:48) L. Korpikoski (49:26) N. Hagman (50:22) J. Koskiranta (55:23) V.-M. Savinainen (57:21) | 7:2 (2:0, 1:0, 4:2) Spielbericht | Österreich R. Lukas (40:38) R. Herburger (42:46) | Hartwall Areena, Helsinki Zuschauer: 12.121 |

| 11. Mai 2013 19:15 Uhr | Deutschland C. Ullmann (28:05) P. Hager (43:05) | 2:0 (0:0, 1:0, 1:0) Spielbericht | Lettland | Hartwall Areena, Helsinki Zuschauer: 9.199 |

| 12. Mai 2013 15:15 Uhr | USA B. Butler (2:39) P. Stastny (4:53) S. Gionta (51:27) | 3:0 (2:0, 0:0, 1:0) Spielbericht | Deutschland | Hartwall Areena, Helsinki Zuschauer: 11.057 |

| 12. Mai 2013 19:15 Uhr | Slowakei B. Radivojevič (39:44) | 1:3 (0:0, 1:2, 0:1) Spielbericht | Russland A. Radulow (25:36) I. Kowaltschuk (31:44) D. Denissow (44:48) | Hartwall Areena, Helsinki Zuschauer: 4.041 |

| 13. Mai 2013 15:15 Uhr | Lettland M. Cipulis (14:52) J. Sprukts (25:07) L. Dārziņš (56:24) | 3:1 (1:0, 1:0, 1:1) Spielbericht | Frankreich J. Desrosiers (43:27) | Hartwall Areena, Helsinki Zuschauer: 2.204 |

| 13. Mai 2013 19:15 Uhr | Österreich M. Iberer (8:53) T. Vanek (9:08) M. Raffl (15:56) F. Iberer (27:51) | 4:8 (3:3, 1:3, 0:2) Spielbericht | Russland A. Pereschogin (1:25) I. Kowaltschuk (8:15) I. Nikulin (18:32) A. Radulow (24:50) S. Mosjakin (31:07) S. Soin (37:19) N. Saizew (41:36) J. Kusnezow (49:38) | Hartwall Areena, Helsinki Zuschauer: 4.455 |

| 14. Mai 2013 11:15 Uhr | Slowakei B. Radivojevič (0:15) M. Bartek (3:44) R. Vydarený (30:48) M. Daňo (58:36) | 4:1 (2:0, 1:1, 1:0) Spielbericht | USA D. Kristo (39:14) | Hartwall Areena, Helsinki Zuschauer: 9.262 |

| 14. Mai 2013 15:15 Uhr | Frankreich J. Desrosiers (1:42) A. Roussel (34:57) | 2:3 n. V. (1:1, 1:0, 0:1, 0:1) Spielbericht | Deutschland C. Ehrhoff (17:32) M. Wolf (41:24) C. Ehrhoff (61:05) | Hartwall Areena, Helsinki Zuschauer: 5.062 |

| 14. Mai 2013 19:15 Uhr | Lettland G. Meija (8:19) R. Jekimovs (56:13) | 2:3 n. V. (1:1, 0:1, 1:0, 0:1) Spielbericht | Finnland S. Salminen (9:18) M. Granlund (30:25) A. Pihlström (63:46) | Hartwall Areena, Helsinki Zuschauer: 12.289 |

| Pl. |             | Sp | S | OTS | OTN | N | Tore  | Punkte |
| --- | ----------- | -- | - | --- | --- | - | ----- | ------ |
| 1.  | Finnland    | 7  | 4 | 2   | 0   | 1 | 23:14 | 16     |
| 2.  | Russland    | 7  | 5 | 0   | 0   | 2 | 29:14 | 15     |
| 3.  | USA         | 7  | 5 | 0   | 0   | 2 | 24:16 | 15     |
| 4.  | Slowakei    | 7  | 3 | 0   | 1   | 3 | 18:17 | 10     |
| 5.  | Deutschland | 7  | 2 | 1   | 1   | 3 | 13:16 | 9      |
| 6.  | Lettland    | 7  | 2 | 0   | 1   | 4 | 14:25 | 7      |
| 7.  | Frankreich  | 7  | 2 | 0   | 1   | 4 | 13:21 | 7      |
| 8.  | Österreich  | 7  | 1 | 1   | 0   | 5 | 18:29 | 5      |

Abkürzungen: Pl. = Platz, Sp = Spiele, S = Siege, OTS = Siege nach Verlängerung (Overtime) oder Penaltyschießen, OTN = Niederlagen nach Verlängerung oder Penaltyschießen, N = Niederlagen

Erläuterungen: Viertelfinalqualifikant, Absteiger in die Division I A

### Finalrunde
Die Finalrunde begann nach Abschluss der Vorrunde am 16. Mai 2013, so dass alle Teams mindestens einen Ruhetag hatten. Zwei der Viertelfinalpartien wurden in Helsinki, die anderen beiden in Stockholm ausgetragen. Die Partien fanden innerhalb der Vorrundengruppen statt, so dass es auch in diesem Jahr keinen Kreuzvergleich gab. Ab dem Halbfinale am 18. Mai fanden sämtliche Begegnungen in Stockholm statt. Das Finale sowie das Spiel um Bronze waren auf den 19. Mai terminiert.
|  | Viertelfinale | Viertelfinale | Viertelfinale |  |  | Halbfinale | Halbfinale | Halbfinale |  |  | Finale           | Finale           | Finale           |
|  |               |               |               |  |  |            |            |            |  |  |                  |                  |                  |
|  | H1            | Finnland      | 4             |  |  |            |            |            |  |  |                  |                  |                  |
|  | H4            | Slowakei      | 3             |  |  |            |            |            |  |  |                  |                  |                  |
|  |               |               |               |  |  | VF1        | Finnland   | 0          |  |  |                  |                  |                  |
|  |               |               |               |  |  | VF2        | Schweden   | 3          |  |  |                  |                  |                  |
|  | S2            | Kanada        | 2             |  |  |            |            |            |  |  |                  |                  |                  |
|  | S3            | Schweden      | 3             |  |  |            |            |            |  |  |                  |                  |                  |
|  |               |               |               |  |  |            |            |            |  |  | SHF1             | Schweden         | 5                |
|  |               |               |               |  |  |            |            |            |  |  | SHF2             | Schweiz          | 1                |
|  | H2            | Russland      | 3             |  |  |            |            |            |  |  |                  |                  |                  |
|  | H3            | USA           | 8             |  |  |            |            |            |  |  |                  |                  |                  |
|  |               |               |               |  |  | VF3        | USA        | 0          |  |  |                  |                  |                  |
|  |               |               |               |  |  | VF4        | Schweiz    | 3          |  |  | Spiel um Platz 3 | Spiel um Platz 3 | Spiel um Platz 3 |
|  | S1            | Schweiz       | 2             |  |  |            |            |            |  |  | VHF1             | Finnland         | 2                |
|  | S4            | Tschechien    | 1             |  |  |            |            |            |  |  | VHF2             | USA              | 3                |

#### Viertelfinale
| 16. Mai 2013 12:00 Uhr (Ortszeit) | Russland A. Switow (15:30) A. Owetschkin (41:33) A. Pereschogin (43:40) | 3:8 (1:2, 0:2, 2:4) Spielbericht | USA P. Stastny (11:53) T. J. Oshie (12:43) N. Thompson (25:45) A. Galchenyuk (37:31) R. Carter (42:55) J. Trouba (48:11) D. Moss (49:56) P. Stastny (50:07) | Hartwall Areena, Helsinki Zuschauer: 5.506 |

| 16. Mai 2013 14:45 Uhr | Schweiz D. Hollenstein (5:45) R. Josi (33:08) | 2:1 (1:0, 1:0, 0:1) Spielbericht | Tschechien Z. Kutlák (45:29) | Globen, Stockholm Zuschauer: 2.237 |

| 16. Mai 2013 17:30 Uhr | Finnland O. Väänänen (1:31) P. Kontiola (9:49) P. Kontiola (15:44) J. Aaltonen (48:13) | 4:3 (3:0, 0:2, 1:1) Spielbericht | Slowakei M. Miklík (25:03) A. Sekera (32:17) T. Surový (40:30) | Hartwall Areena, Helsinki Zuschauer: 9.520 |

| 16. Mai 2013 20:15 Uhr | Kanada S. Stamkos (20:45) C. Giroux (50:50) | 2:3 n. P. (0:0, 1:0, 1:2, 0:0, 0:1) Spielbericht | Schweden N. Danielsson (45:41) N. Danielsson (49:35) F. Pettersson (PS) | Globen, Stockholm Zuschauer: 11.153 |

#### Halbfinale
| 18. Mai 2013 15:00 Uhr | Finnland | 0:3 (0:1, 0:1, 0:1) Spielbericht | Schweden L. Eriksson (10:33) L. Eriksson (36:13) H. Sedin (59:37) | Globen, Stockholm Zuschauer: 11.674 |

| 18. Mai 2013 19:00 Uhr | Schweiz N. Niederreiter (30:01) J. Walker (50:11) R. Suri (59:41) | 3:0 (0:0, 1:0, 2:0) Spielbericht | USA | Globen, Stockholm Zuschauer: 7.136 |

#### Spiel um Platz 3
| 19. Mai 2013 16:00 Uhr | Finnland L. Korpikoski (48:56) L. Korpikoski (52:18) | 2:3 n. P. (0:2, 0:0, 2:0, 0:0, 0:1) Spielbericht | USA C. Smith (0:58) P. Stastny (15:58) A. Galchenyuk (PS) | Globen, Stockholm Zuschauer: 6.836 |

#### Finale
| 19. Mai 2013 20:30 Uhr | Schweiz R. Josi (4:45) | 1:5 (1:2, 0:0, 0:3) Spielbericht | Schweden E. Gustafsson (8:42) H. Sedin (11:38) S. Hjalmarsson (47:13) L. Eriksson (55:37) H. Sedin (56:36) | Globen, Stockholm Zuschauer: 12.500 |

### Statistik

#### Beste Scorer
Abkürzungen: Sp = Spiele, T = Tore, V = Assists, Pkt = Punkte, +/− = Plus/Minus, SM = Strafminuten; Fett: Turnierbestwert
| Spieler            | Mannschaft | Sp | T | V  | Pkt | +/− | SM |
| ------------------ | ---------- | -- | - | -- | --- | --- | -- |
| Petri Kontiola     | Finnland   | 10 | 8 | 8  | 16  | +6  | 8  |
| Paul Stastny       | USA        | 10 | 7 | 8  | 15  | +7  | 6  |
| Craig Smith        | USA        | 10 | 4 | 10 | 14  | +5  | 18 |
| Ilja Kowaltschuk   | Russland   | 8  | 8 | 5  | 13  | +5  | 29 |
| Steven Stamkos     | Kanada     | 8  | 7 | 5  | 12  | +5  | 4  |
| Juhamatti Aaltonen | Finnland   | 10 | 4 | 7  | 11  | +3  | 4  |
| Alexander Radulow  | Russland   | 8  | 5 | 5  | 10  | +4  | 4  |
| Loui Eriksson      | Schweden   | 10 | 5 | 5  | 10  | +4  | 0  |
| Henrik Sedin       | Schweden   | 4  | 4 | 5  | 9   | +4  | 2  |
| Roman Josi         | Schweiz    | 10 | 4 | 5  | 9   | +2  | 4  |

#### Beste Torhüter
Abkürzungen: Sp = Spiele, Min = Eiszeit (in Minuten), SaT = Schüsse aufs Tor, GT = Gegentore, SO = Shutouts, Sv% = gehaltene Schüsse (in %), GTS = Gegentorschnitt; Fett: Turnierbestwert
Enthalten sind nur Torhüter, die mindestens 40 % der Eiszeit je Team erhielten, vorsortiert nach Fangquote.
| Spieler             | Mannschaft  | Sp | Min    | SaT | GT | SO | Sv%   | GTS  |
| ------------------- | ----------- | -- | ------ | --- | -- | -- | ----- | ---- |
| Jhonas Enroth       | Schweden    | 7  | 418:29 | 183 | 8  | 2  | 95,63 | 1,15 |
| John Gibson         | USA         | 5  | 308:00 | 164 | 8  | 1  | 95,12 | 1,56 |
| Mike Smith          | Kanada      | 4  | 255:00 | 126 | 7  | 1  | 94,44 | 1,65 |
| Rob Zepp            | Deutschland | 5  | 302:05 | 153 | 9  | 2  | 94,12 | 1,79 |
| Ondřej Pavelec      | Tschechien  | 5  | 296:36 | 112 | 7  | 0  | 93,75 | 1,42 |
| Antti Raanta        | Finnland    | 7  | 430:15 | 208 | 15 | 1  | 92,79 | 2,09 |
| Wital Belinski      | Belarus     | 5  | 269:46 | 147 | 11 | 0  | 92,52 | 2,45 |
| Kristers Gudļevskis | Lettland    | 4  | 243:46 | 120 | 9  | 0  | 92,50 | 2,22 |
| Martin Gerber       | Schweiz     | 6  | 364:51 | 143 | 11 | 0  | 92,31 | 1,81 |
| Lars Haugen         | Norwegen    | 6  | 310:57 | 164 | 14 | 0  | 91,46 | 2,70 |

### Abschlussplatzierungen
Die Platzierungen ergaben sich nach folgenden Kriterien:
- Plätze 1 bis 4: Ergebnisse im Finale sowie im Spiel um Platz 3
- Plätze 5 bis 8 (Verlierer der Viertelfinalpartien): nach Platzierung, dann Punkten, dann Tordifferenz in der Vorrunde
- Plätze 9 bis 16 (Vorrunde): nach Platzierung, dann Punkten, dann Tordifferenz in der Vorrunde

| Pl. | Team        |
| --- | ----------- |
| 1   | Schweden    |
| 2   | Schweiz     |
| 3   | USA         |
| 4   | Finnland    |
| 5   | Kanada      |
| 6   | Russland    |
| 7   | Tschechien  |
| 8   | Slowakei    |
| 9   | Deutschland |
| 10  | Norwegen    |
| 11  | Lettland    |
| 12  | Dänemark    |
| 13  | Frankreich  |
| 14  | Belarus     |
| 15  | Österreich  |
| 16  | Slowenien   |

### Titel, Auf- und Abstieg
| Weltmeister Schweden | Dick Axelsson, Nicklas Danielsson, Alexander Edler, Jhonas Enroth, Jimmie Ericsson, Loui Eriksson, Elias Fälth, Johan Fransson, Petter Granberg, Erik Gustafsson, Johan Gustafsson, Simon Hjalmarsson, Andreas Jämtin, Calle Järnkrok, Staffan Kronwall, Gabriel Landeskog, Oscar Lindberg, Joel Lundqvist, Jacob Markström, Niklas Persson, Fredrik Pettersson, Daniel Sedin, Henrik Sedin, Henrik Tallinder, Martin Thörnberg Cheftrainer: Pär Mårts Assistenztrainer: Rikard Grönborg, Stefan Ladhe, Peter Popovic |

| Silber Schweiz | Andres Ambühl, Reto Berra, Matthias Bieber, Severin Blindenbacher, Eric Blum, Simon Bodenmann, Luca Cunti, Raphael Diaz, Philippe Furrer, Ryan Gardner, Martin Gerber, Robin Grossmann, Patrick von Gunten, Denis Hollenstein, Roman Josi, Thibaut Monnet, Simon Moser, Nino Niederreiter, Martin Plüss, Mathias Seger, Reto Suri, Morris Trachsler, Julien Vauclair, Julian Walker Cheftrainer: Sean Simpson Assistenztrainer: Patrick Fischer, Colin Mueller |

| Bronze USA | Ben Bishop, Nick Bjugstad, Bobby Butler, Chris Butler, Matthew Carle, Ryan Carter, Justin Faulk, Alex Galchenyuk, John Gibson, Stephen Gionta, Cal Heeter, Matt Hunwick, Erik Johnson, Danny Kristo, Drew LeBlanc, Jamie McBain, David Moss, T. J. Oshie, Aaron Palushaj, Jeff Petry, Craig Smith, Tim Stapleton, Paul Stastny, Nate Thompson, Jacob Trouba Cheftrainer: Joe Sacco Assistenztrainer: Tim Army, Phil Housley |

| Absteiger in die Division IA:   | Slowenien, Österreich |
| Aufsteiger in die Top-Division: | Kasachstan, Italien   |

### Auszeichnungen
Spielertrophäen
| Auszeichnung         | Spieler        | Team     |
| -------------------- | -------------- | -------- |
| Wertvollster Spieler | Roman Josi     | Schweiz  |
| Bester Torhüter      | Jhonas Enroth  | Schweden |
| Bester Verteidiger   | Roman Josi     | Schweiz  |
| Bester Stürmer       | Petri Kontiola | Finnland |

All-Star-Team
| Angriff:      | Petri Kontiola – Paul Stastny – Henrik Sedin |
| Verteidigung: | Roman Josi – Julien Vauclair                 |
| Tor:          | Jhonas Enroth                                |

## Division I

### Gruppe A in Budapest, Ungarn
Das Turnier der Gruppe A wurde vom 14. bis 20. April 2013 in der ungarischen Hauptstadt Budapest ausgetragen. Die Spiele fanden in der knapp 10.000 Zuschauer fassenden Papp László Budapest Sportaréna statt. Insgesamt besuchten 52.533 Zuschauer die 15 Turnierspiele.
Mit einer Bilanz von vier Siegen und einer Niederlage in fünf Spielen schafften die beiden Vorjahresabsteiger Italien und Kasachstan den direkten Wiederaufstieg in die Top-Division. Bereits vor dem abschließenden letzten Spieltag mit dem direkten Duell gegeneinander war den Italienern der Aufstieg sicher, während die Kasachen Italien schlagen mussten, um den Turniersieg und den Aufstieg zu realisieren. Dies gelang mit einem 3:0-Sieg. Den dritten Rang belegte Gastgeber Ungarn mit zehn Punkten. Den Abstieg in die Division IB musste Großbritannien hinnehmen, das alle fünf Turnierspiele verlor.
| 14. April 2013 12:30 Uhr (Ortszeit) | Japan G. Tanaka (12:56) T. Kawai (28:57) | 2:5 (1:1, 1:2, 0:2) Spielbericht | Kasachstan K. Sawenkow (17:07) K. Romanow (25:44) W. Alexandrow (39:20) T. Schailauow (55:19) K. Romanow (58:20) | Papp László Sportaréna, Budapest Zuschauer: 802 |

| 14. April 2013 16:00 Uhr | Südkorea | 0:4 (0:1, 0:2, 0:1) Spielbericht | Italien D. Kostner (4:46) R. Sirianni (22:53) D. Borrelli (38:48) S. Marchetti (53:56) | Papp László Sportaréna, Budapest Zuschauer: 1.205 |

| 14. April 2013 19:30 Uhr | Großbritannien D. Phillips (16:06) C. Shields (30:52) | 2:4 (1:0, 1:3, 0:1) Spielbericht | Ungarn G. Nagy (22:09) M. Vas (28:12) B. Ladanyi (36:37) L. Sikorcin (51:52) | Papp László Sportaréna, Budapest Zuschauer: 7.304 |

| 15. April 2013 12:30 Uhr | Italien D. Borrelli (1:23) A. Hofer (28:58) P. Iannone (34:54) P. Iannone (45:25) | 4:1 (1:0, 2:0, 1:1) Spielbericht | Japan G. Tanaka (48:07) | Papp László Sportaréna, Budapest Zuschauer: 660 |

| 15. April 2013 16:00 Uhr | Kasachstan K. Romanow (17:42) I. Solarjow (18:01) R. Sawtschenko (39:52) W. Krasnoslobodzew (41:51) J. Blochin (51:20) | 5:0 (2:0, 1:0, 2:0) Spielbericht | Großbritannien | Papp László Sportaréna, Budapest Zuschauer: 1.778 |

| 15. April 2013 19:30 Uhr | Ungarn L. Sikorcin (2:06) I. Bartalis (3:39) J. Hári (13:44) J. Vas (26:45) | 4:5 n. P. (3:0, 1:1, 0:3, 0:0, 0:1) Spielbericht | Südkorea Kwon T.-a. (25:35) Kim K.-s. (40:56) Kim W.-j. (45:32) Shin S.-h. (49:21) Kim K.-s. (PS) | Papp László Sportaréna, Budapest Zuschauer: 7.370 |

| 17. April 2013 12:30 Uhr | Südkorea Kim K.-s. (28:02) Shin S.-h. (31:16) B. Radunske (36:36) Shin S.-w. (44:30) Kim W.-y. (45:56) | 5:6 (0:1, 3:3, 2:2) Spielbericht | Japan T. Suzuki (11:02) S. Kuji (29:57) T. Kawai (33:30) K. Mitamura (34:05) M. Kawashima (45:11) A. Keller (50:30) | Papp László Sportaréna, Budapest Zuschauer: 625 |

| 17. April 2013 16:00 Uhr | Italien N. DiCasmirro (1:01) P. Iannone (21:15) V. Rocco (42:40) M. Gander (42:53) D. Sullivan (48:15) | 5:1 (1:1, 1:0, 3:0) Spielbericht | Großbritannien R. Farmer (7:23) | Papp László Sportaréna, Budapest Zuschauer: 1.910 |

| 17. April 2013 19:30 Uhr | Kasachstan R. Startschenko (36:36) | 1:2 (0:0, 1:1, 0:1) Spielbericht | Ungarn Á. Mihaly (33:35) V. Tokaji (47:13) | Papp László Sportaréna, Budapest Zuschauer: 7.863 |

| 19. April 2013 12:30 Uhr | Kasachstan A. Troschtschinski (3:26) T. Schailauow (12:56) R. Startschenko (14:40) R. Startschenko (26:28) | 4:2 (3:0, 1:0, 0:2) Spielbericht | Südkorea Kim W.-j. (45:32) B. Radunske (57:12) | Papp László Sportaréna, Budapest Zuschauer: 680 |

| 19. April 2013 16:00 Uhr | Japan N. Mizuuchi (12:50) H. Ueno (30:42) Y. Ōsawa (41:15) S. Kuji (49:45) | 4:1 (1:0, 1:0, 2:1) Spielbericht | Großbritannien R. Farmer (44:44) | Papp László Sportaréna, Budapest Zuschauer: 1.757 |

| 19. April 2013 19:30 Uhr | Ungarn Á. Mihaly (6:15) | 1:2 (1:1, 0:0, 0:1) Spielbericht | Italien V. Rocco (2:46) P. Iannone (50:41) | Papp László Sportaréna, Budapest Zuschauer: 8.197 |

| 20. April 2013 12:30 Uhr | Großbritannien R. Dowd (4:56) | 1:4 (1:0, 0:3, 0:1) Spielbericht | Südkorea Shin S.-h. (23:19) Yoon K.-w. (29:31) B. Radunske (34:24) Kim K.-s. (43:06) | Papp László Sportaréna, Budapest Zuschauer: 1.046 |

| 20. April 2013 16:00 Uhr | Italien | 0:3 (0:1, 0:1, 0:1) Spielbericht | Kasachstan T. Schailauow (10:54) R. Startschenko (24:40) R. Startschenko (58:01) | Papp László Sportaréna, Budapest Zuschauer: 3.689 |

| 20. April 2013 19:30 Uhr | Ungarn I. Sofron (4:05) | 1:0 (1:0, 0:0, 0:0) Spielbericht | Japan | Papp László Sportaréna, Budapest Zuschauer: 7.647 |

| Pl. |                | Sp | S | OTS | OTN | N | Tore  | Punkte |
| 1.  | Kasachstan     | 5  | 4 | 0   | 0   | 1 | 18:06 | 12     |
| 2.  | Italien        | 5  | 4 | 0   | 0   | 1 | 15:06 | 12     |
| 3.  | Ungarn         | 5  | 3 | 0   | 1   | 1 | 12:10 | 10     |
| 4.  | Japan          | 5  | 2 | 0   | 0   | 3 | 13:16 | 6      |
| 5.  | Südkorea       | 5  | 1 | 1   | 0   | 3 | 16:19 | 5      |
| 6.  | Großbritannien | 5  | 0 | 0   | 0   | 5 | 05:22 | 0      |

Abkürzungen: Pl. = Platz, Sp = Spiele, S = Siege, OTS = Siege nach Verlängerung (Overtime) oder Penaltyschießen, OTN = Niederlagen nach Verlängerung oder Penaltyschießen, N = Niederlagen

Erläuterungen: Aufsteiger in die Top-Division, Absteiger in die Division IB

#### Division-IA-Aufstiegsmannschaften
| Division-IA-Aufsteiger Kasachstan | Wiktor Alexandrow, Maxim Beljajew, Jewgeni Blochin, Jewgeni Fadejew, Witali Kolesnik, Wladislaw Kolesnikow, Andrei Korabeinikow, Wadim Krasnoslobodzew, Witali Nowopaschin, Fjodor Polischtschuk, Pawel Poluektow, Konstantin Puschkarjow, Konstantin Romanow, Konstantin Sawenkow, Roman Sawtschenko, Talghat Schailauow, Maxim Semjonow, Ilja Solarjow, Andrei Spiridonow, Roman Startschenko, Alexei Troschtschinski, Dmitri Upper Cheftrainer: Wladimir Krikunow Assistenztrainer: Alexander Achziger, Iwan Kriwonossow, Jerlan Saghymbajew, Sergei Swjagin |
| Division-IA-Aufsteiger Italien    | Andrea Ambrosi, Andreas Bernard, Anton Bernard, Christian Borgatello, David Borrelli, Nate DiCasmirro, Adam Dennis, Alexander Egger, Luca Felicetti, Nicola Fontanive, Markus Gander, Armin Helfer, Armin Hofer, Patrick Iannone, Marco Insam, Trevor Johnson, Diego Kostner, Stefano Marchetti, Vince Rocco, Giulio Scandella, Rob Sirianni, Daniel Sullivan Cheftrainer: Tom Pokel Assistenztrainer: Fabio Polloni |

### Gruppe B in Donezk, Ukraine
Das Turnier der Gruppe B wurde vom 14. bis 20. April 2013 in der ukrainischen Stadt Donezk ausgetragen. Die Spiele fanden im 4.130 Zuschauer fassenden Druschba-Sportpalast statt. Gastgeber Ukraine gelang mit fünf Siegen aus fünf Spielen die Rückkehr in die Division IA, aus der die Osteuropäer erst im Jahr zuvor abgestiegen waren. Die Mannschaft von Trainer Olexander Kulikow musste dabei aber harten Widerstand der Polen und der Niederländer überwinden, konnte aber in beiden Spielen einen 0:2-Rückstand noch in einen Sieg drehen. Neuling Estland musste nach fünf Niederlagen punktlos den Weg in die Division IIA antreten.
| 14. April 2013 12:00 Uhr (Ortszeit) | Niederlande M. Bruijsten (0:18) S. Mason (2:45) T. Demelinne (27:07) W. Hendriks (28:53) I. van den Heuvel (53:56) | 5:4 (2:0, 2:3, 1:1) Spielbericht | Estland D. Rodin (20:48) A. Lukin (24:20) J. Missenjov (25:37) V. Virjassov (53:08) | Druschba-Sportpalast, Donezk Zuschauer: 1.324 |

| 14. April 2013 15:30 Uhr | Polen K. Dziubiński (2:18) L. Laszkiewicz (34:56) P. Dronia (36:31) A. Bagiński (45:50) K. Zapała (57:47) | 5:0 (1:0, 2:0, 2:0) Spielbericht | Litauen | Druschba-Sportpalast, Donezk Zuschauer: 1.215 |

| 14. April 2013 19:00 Uhr | Ukraine O. Tymtschenko (2:53) A. Hnidenko (23:37) A. Michnow (25:16) R. Blahyj (26:12) O. Pobjedonoszew (33:01) M. Kwittschenko (33:57) O. Materuchin (43:29) R. Blahyj (50:46) | 8:1 (1:0, 5:0, 2:1) Spielbericht | Rumänien J. Pyssarenko (40:32) | Druschba-Sportpalast, Donezk Zuschauer: 3.824 |

| 15. April 2013 13:00 Uhr | Litauen R. Aliukonis (17:33) D. Pliskauskas (29:50) S. Kuliešius (54:08) | 3:5 (1:2, 1:2, 1:1) Spielbericht | Niederlande I. van den Heuvel (11:04) D. van de Velden (11:41) M. Bruijsten (24:19) L. van Sloun (32:36) D. Hagemeijer (59:21) | Druschba-Sportpalast, Donezk Zuschauer: 1.238 |

| 15. April 2013 16:30 Uhr | Rumänien T. Becze (6:38) | 1:6 (1:0, 0:3, 0:3) Spielbericht | Polen R. Dutka (24:40) S. Kowalówka (25:36) T. Malasiński (29:25) R. Galant (46:29) S. Kowalówka (48:49) K. Dziubiński (54:59) | Druschba-Sportpalast, Donezk Zuschauer: 1.087 |

| 15. April 2013 20:00 Uhr | Estland A. Sibirtsev (13:23) | 1:8 (1:2, 0:2, 0:4) Spielbericht | Ukraine O. Tymtschenko (3:19) R. Blahyj (7:46) R. Blahyj (28:03) W. Polonyzkyj (35:18) O. Torjanyk (42:41) O. Materuchin (44:23) R. Blahyj (53:14) K. Rjabenko (53:43) | Druschba-Sportpalast, Donezk Zuschauer: 3.356 |

| 17. April 2013 13:00 Uhr | Estland A. Sibirtsev (7:00) R. Rooba (28:04) A. Kuznetsov (35:56) | 3:6 (1:2, 2:2, 0:2) Spielbericht | Rumänien T. Becze (10:30) C. Virág (16:29) A. Góga (30:20) C. Virág (37:46) Z. Molnár (43:36) C. Virág (56:31) | Druschba-Sportpalast, Donezk Zuschauer: 1.178 |

| 17. April 2013 16:30 Uhr | Polen T. Malasiński (2:49) R. Dutka (22:46) M. Kolusz (42:04) | 3:1 (1:1, 1:0, 1:0) Spielbericht | Niederlande R. Joly (8:13) | Druschba-Sportpalast, Donezk Zuschauer: 1.242 |

| 17. April 2013 20:00 Uhr | Ukraine O. Torjanyk (8:46) A. Bondarew (11:32) O. Torjanyk (21:49) J. Petranhowskyj (27:42) O. Schafarenko (45:10) W. Polonyzkyj (45:42) A. Michnow (59:37) | 7:0 (2:0, 2:0, 3:0) Spielbericht | Litauen | Druschba-Sportpalast, Donezk Zuschauer: 3.527 |

| 18. April 2013 13:00 Uhr | Polen L. Laszkiewicz (18:46) T. Malasiński (28:31) M. Strzyżowski (35:48) R. Dutka (40:38) K. Zapała (58:48) | 5:3 (1:0, 2:2, 2:1) Spielbericht | Estland A. Sibirtsev (21:39) A. Sibirtsev (32:18) A. Sibirtsev (57:49) | Druschba-Sportpalast, Donezk Zuschauer: 1.320 |

| 18. April 2013 16:30 Uhr | Rumänien A. Góga (7:49) S. Papp (49:17) | 2:1 (1:0, 0:1, 1:0) Spielbericht | Litauen D. Kulevičius (34:52) | Druschba-Sportpalast, Donezk Zuschauer: 915 |

| 18. April 2013 20:00 Uhr | Niederlande M. Bruijsten (6:54) S. Mason (18:33) | 2:3 n. V. (2:0, 0:2, 0:0, 0:1) Spielbericht | Ukraine A. Michnow (21:29) O. Tymtschenko (29:44) O. Tymtschenko (62:14) | Druschba-Sportpalast, Donezk Zuschauer: 3.797 |

| 20. April 2013 12:00 Uhr | Niederlande T. Demelinne (11:19) R. Joly (13:10) L. van Sloun (14:27) D. Hagemeijer (24:40) D. Hagemeijer (49:08) R. Wurm (57:10) | 6:2 (3:0, 1:1, 2:1) Spielbericht | Rumänien E. Moldován (34:55) J. Pyssarenko (58:29) | Druschba-Sportpalast, Donezk Zuschauer: 1.014 |

| 20. April 2013 15:30 Uhr | Litauen A. Visockas (12:34) A. Bendžius (32:07) A. Fiščevas (34:01) A. Fiščevas (38:32) D. Bogdziul (45:16) A. Fiščevas (48:44) A. Fiščevas (50:28) A. Fiščevas (50:22) D. Pliskauskas (54:05) A. Fiščevas (55:02) D. Pliskauskas (55:26) D. Kulevicius (56:21) | 12:3 (1:1, 3:2, 8:0) Spielbericht | Estland J. Rajevski (19:57) A. Sibirtsev (30:33) A. Kuznetsov (32:51) | Druschba-Sportpalast, Donezk Zuschauer: 1.087 |

| 20. April 2013 19:00 Uhr | Ukraine R. Blahyj (27:42) O. Schafarenko (28:02) O. Tymtschenko (36:47) O. Materuchin (40:36) | 4:3 (0:2, 3:0, 1:1) Spielbericht | Polen T. Malasiński (0:13) T. Malasiński (6:01) J. Gabryś (52:16) | Druschba-Sportpalast, Donezk Zuschauer: 4.017 |

| Pl. |             | Sp | S | OTS | OTN | N | Tore  | Punkte |
| 1.  | Ukraine     | 5  | 4 | 1   | 0   | 0 | 30:07 | 14     |
| 2.  | Polen       | 5  | 4 | 0   | 0   | 1 | 22:09 | 12     |
| 3.  | Niederlande | 5  | 3 | 0   | 1   | 1 | 19:15 | 10     |
| 4.  | Rumänien    | 5  | 2 | 0   | 0   | 3 | 12:24 | 6      |
| 5.  | Litauen     | 5  | 1 | 0   | 0   | 4 | 16:22 | 3      |
| 6.  | Estland     | 5  | 0 | 0   | 0   | 5 | 14:36 | 0      |

Abkürzungen: Pl. = Platz, Sp = Spiele, S = Siege, OTS = Siege nach Verlängerung (Overtime) oder Penaltyschießen, OTN = Niederlagen nach Verlängerung oder Penaltyschießen, N = Niederlagen

Erläuterungen: Aufsteiger in die Division IA, Absteiger in die Division IIA

#### Division-IB-Siegermannschaft
| Division-IB-Aufsteiger Ukraine | Wolodymyr Aleksjuk, Roman Blahyj, Artem Bondarew, Ruslan Boryssenko, Artem Hnidenko, Maksym Kwittschenko, Witalij Ljutkewytsch, Oleksandr Materuchin, Andrij Michnow, Jewhen Napnenko, Dmytro Nimenko, Jurij Petranhowskyj, Denys Petruchno, Oleksandr Pobjedonoszew, Wassyl Polonyzkyj, Kostjantyn Rjabenko, Wiktor Sacharow, Oleh Schafarenko, Olexander Torjanyk, Oleh Tymtschenko, Pawlo Yachnyk, Serhij Warlamow Trainer: Olexander Kulikow |

### Auf- und Abstieg
| Absteiger in die Division IA:   | Slowenien, Österreich |
| Aufsteiger in die Top-Division: | Kasachstan, Italien   |
| Absteiger in die Division IB:   | Großbritannien        |
| Aufsteiger in die Division IA:  | Ukraine               |
| Absteiger in die Division IIA:  | Estland               |
| Aufsteiger in die Division IB:  | Kroatien              |

## Division II

### Gruppe A in Zagreb, Kroatien
Das Turnier der Gruppe A wurde vom 14. bis 20. April 2013 in der kroatischen Hauptstadt Zagreb ausgetragen. Die Spiele fanden in der 6.300 Zuschauer fassenden Eishalle des Dom sportova statt.
| 14. April 2013 13:00 Uhr (Ortszeit) | Belgien B. Vercammen (11:25) J. Raekelboom (17:11) M. Morgan (35:49) D. Geerts (40:15) | 4:1 (2:0, 1:1, 1:0) Spielbericht | Island E. Alengård (30:50) | Dom sportova, Zagreb Zuschauer: 65 |

| 14. April 2013 16:30 Uhr | Kroatien D. Kanaet (13:32) J. Prpic (21:30) J. Hecimovic (56:59) | 3:1 (1:1, 1:0, 1:0) Spielbericht | Australien W. Darge (1:18) | Dom sportova, Zagreb Zuschauer: 1.500 |

| 14. April 2013 20:15 Uhr | Spanien O. Boronat (14:22) J. García Arias (37:01) O. Boronat (51:54) | 3:4 (1:1, 1:1, 1:2) Spielbericht | Serbien M. Sretović (18:38) M. Brkušanin (36:50) N. Janković (46:24) A. Despotović (49:09) | Dom sportova, Zagreb Zuschauer: 150 |

| 15. April 2013 13:00 Uhr | Australien C. Todd (7:49) D. Corstens (48:34) | 2:3 n. P. (1:2, 0:0, 1:0, 0:0, 0:1) Spielbericht | Island R. Hedström (4:51) P. Maack (6:24) E. Alengård (PS) | Dom sportova, Zagreb Zuschauer: 63 |

| 15. April 2013 16:30 Uhr | Serbien | 0:4 (0:1, 0:0, 0:3) Spielbericht | Belgien J. Engelen (14:04) B. Vercammen (11:25) J. Vercammen (49:34) M. Morgan (53:19) | Dom sportova, Zagreb Zuschauer: 114 |

| 15. April 2013 20:15 Uhr | Spanien P. González (27:56) P. González (46:17) | 2:6 (0:4, 1:1, 1:1) Spielbericht | Kroatien J. Prpic (8:22) J. Hecimovic (10:54) B. Rendulić (13:08) J. Hecimovic (16:18) Michael Novak (38:27) J. Prpic (55:17) | Dom sportova, Zagreb Zuschauer: 2.500 |

| 17. April 2013 13:00 Uhr | Australien T. Powell (19:16) T. Powell (56:39) S. Stevenson (59:49) | 3:5 (1:2, 0:3, 2:0) Spielbericht | Serbien M. Brkušanin (16:49) M. Sretović (19:45) S. Ristić (23:16) M. Milovanović (28:28) A. Luković (36:42) | Dom sportova, Zagreb Zuschauer: 52 |

| 17. April 2013 16:30 Uhr | Spanien P. Muñoz (40:44) P. González (41:07) Z. Martínez (52:57) | 3:6 (0:3, 0:1, 3:2) Spielbericht | Belgien M. Morgan (17:33) V. Morgan (18:39) L. Maas (19:30) V. Morgan (26:36) V. Morgan (50:28) D. Geerts (52:10) | Dom sportova, Zagreb Zuschauer: 123 |

| 17. April 2013 20:15 Uhr | Kroatien A. Sertich (14:32) M. Blagus (43:38) M. Lovrenčić (48:24) D. Kanaet (49:58) J. Hecimovic (52:03) T. Čunko (56:48) | 6:1 (1:0, 0:0, 5:1) Spielbericht | Island E. Alengård (58:05) | Dom sportova, Zagreb Zuschauer: 1.428 |

| 19. April 2013 13:00 Uhr | Island B. Sigurðarson (17:39) B. Bergmann (23:59) Ó. Björnsson (44:14) Ó. Björnsson (45:55) R. Hedström (57:55) O. Blöndal (59:26) | 6:3 (1:1, 1:1, 4:1) Spielbericht | Spanien Z. Martínez (15:43) P. González (36:26) P. Puyuelo (49:18) | Dom sportova, Zagreb Zuschauer: 80 |

| 19. April 2013 16:30 Uhr | Belgien J. Vercammen (23:50) | 1:3 (0:1, 1:0, 0:2) Spielbericht | Australien T. Stevenson (18:19) D. Corstens (45:51) D. Corstens (50:05) | Dom sportova, Zagreb Zuschauer: 169 |

| 19. April 2013 20:15 Uhr | Serbien M. Sretović (32:02) N. Raković (32:53) M. Sretović (34:16) D. Filipović (56:05) | 4:6 (0:2, 3:3, 1:1) Spielbericht | Kroatien J. Prpic (9:35) B. Rendulić (15:31) K. MacAuley (22:02) J. Prpic (29:43) J. Hecimovic (36:26) T. Mirić (52:48) | Dom sportova, Zagreb Zuschauer: 3.217 |

| 20. April 2013 13:00 Uhr | Australien W. Darge (2:16) W. Cliff (18:58) T. Graham (31:09) C. Todd (45:14) | 4:1 (2:0, 1:0, 1:1) Spielbericht | Spanien P. Puyuelo (47:44) | Dom sportova, Zagreb Zuschauer: 63 |

| 20. April 2013 16:30 Uhr | Island B. Sigurðarson (14:23) R. Hedström (28:27) A. Mikaelsson (29:27) Ó. Björnsson (47:14) J. Gíslason (58:31) | 5:1 (1:0, 2:1, 2:0) Spielbericht | Serbien M. Milovanović (22:47) | Dom sportova, Zagreb Zuschauer: 143 |

| 20. April 2013 20:15 Uhr | Kroatien M. Blagus (1:20) M. Lovrenčić (2:14) J. Hecimovic (44:41) M. Lovrenčić (45:51) B. Rendulić (54:16) B. Rendulić (57:30) | 6:0 (2:0, 0:0, 4:0) Spielbericht | Belgien | Dom sportova, Zagreb Zuschauer: 3.700 |

| Pl. |            | Sp | S | OTS | OTN | N | Tore  | Punkte |
| 1.  | Kroatien   | 5  | 5 | 0   | 0   | 0 | 27:10 | 15     |
| 2.  | Belgien    | 5  | 3 | 0   | 0   | 2 | 15:13 | 9      |
| 3.  | Island     | 5  | 2 | 1   | 0   | 2 | 16:16 | 8      |
| 4.  | Australien | 5  | 2 | 0   | 1   | 2 | 13:12 | 7      |
| 5.  | Serbien    | 5  | 2 | 0   | 0   | 3 | 14:21 | 6      |
| 6.  | Spanien    | 5  | 0 | 0   | 0   | 5 | 12:26 | 0      |

Abkürzungen: Pl. = Platz, Sp = Spiele, S = Siege, OTS = Siege nach Verlängerung (Overtime) oder Penaltyschießen, OTN = Niederlagen nach Verlängerung oder Penaltyschießen, N = Niederlagen

Erläuterungen: Aufsteiger in die Division IB, Absteiger in die Division IIB

#### Division-IIA-Siegermannschaft
| Division-IIA-Aufsteiger Kroatien | Mislav Blagus, Ivan Brenčun, Tomislav Čunko, Tihomir Filipec, John Hecimovic, Igor Jačmenjak, Dominik Kanaet, Igor Lazić, Marko Lovrenčić, Kenny MacAulay, Luka Marković, Luka Mikulić, Tadija Mirić, Michael Novak, Joel Prpic, Borna Rendulić, Marko Šakić, Nikola Senzel, Andy Sertich, Ivan Šijan, Marko Tadić, Mate Krešimir Tomljenović Trainer: Donald MacLean |

### Gruppe B in İzmit, Türkei
Das Turnier der Gruppe B wurde vom 21. bis 27. April 2013 in der türkischen Stadt İzmit ausgetragen. Die Spiele fanden in der 3.600 Zuschauer fassenden Kocaeli Büyükşehir Belediyesi Olimpik Buz Sporları Salonu (dt. Kocaeli Städtische Olympische Eissporthalle) statt. Insgesamt besuchten 2.520 Zuschauer die 15 Turnierspiele.
| 21. April 2013 13:00 Uhr (Ortszeit) | Bulgarien I. Chodulow (0:53) M. Bojadschiew (20:44) A. Jotow (30:24) A. Jotow (50:07) A. Jotow (59:58) | 5:10 (1:3, 2:3, 2:4) Spielbericht | Neuseeland J. Hay (3:15) P. Heyd (6:27) D. Nicholls (13:00) N. Henderson (28:28) B. Speirs (38:02) B. Speirs (39:18) J. Challis (40:51) A. Cox (46:21) R. Idoine (52:06) A. Cox (53:31) | Kocaeli B.B. Olimpik Buz Sporları Salonu, İzmit Zuschauer: 100 |

| 21. April 2013 16:30 Uhr | Volksrepublik China Bao J. (37:53) Chen L. (38:17) Zhang H. (59:01) | 3:6 (0:3, 2:2, 1:1) Spielbericht | Israel D. Erlich (5:00) O. Eizenman (8:01) D. Erlich (18:13) M. Birbrajer (23:02) O. Eizenman (26:39) D. Erlich (58:42) | Kocaeli B.B. Olimpik Buz Sporları Salonu, İzmit Zuschauer: 120 |

| 21. April 2013 20:00 Uhr | Türkei S. Gümüş (18:26) A. Solak (46:13) B. Kösemen (58:23) E. Özmen (58:59) | 4:6 (1:3, 0:1, 3:2) Spielbericht | Mexiko F. Ugarte (5:08) C. Kelo (6:59) C. Kelo (9:33) B. Arroyo (37:40) B. Arroyo (45:21) J. Ramirez (51:32) | Kocaeli B.B. Olimpik Buz Sporları Salonu, İzmit Zuschauer: 250 |

| 22. April 2013 13:00 Uhr | Neuseeland B. Haines (5:10) J. Chai (7:18) B. Haines (30:55) B. Speirs (55:27) | 4:2 (2:1, 1:0, 1:1) Spielbericht | Mexiko M. Colás (19:59) Al. Cervantes (44:23) | Kocaeli B.B. Olimpik Buz Sporları Salonu, İzmit Zuschauer: 90 |

| 22. April 2013 16:30 Uhr | Volksrepublik China Wang C. (6:41) Guan T. (13:17) He Y. (15:45) Fu T. (21:03) Bao J. (23:01) Fu N. (27:07) Yang M. (39:21) Zhang H. (47:14) Wang C. (58:44) | 9:6 (3:1, 4:1, 2:4) Spielbericht | Bulgarien A. Jotow (17:15) A. Jotow (22:31) G. Iskrenow (40:39) N. Boschanow (42:47) I. Chodulow (53:10) A. Jotow (55:56) | Kocaeli B.B. Olimpik Buz Sporları Salonu, İzmit Zuschauer: 70 |

| 22. April 2013 20:00 Uhr | Israel M. Birbrajer (20:37) O. Eizenman (22:57) D. Mazour (42:47) D. Erlich (45:52) D. Mazour (56:02) | 5:3 (0:1, 2:2, 3:0) Spielbericht | Türkei G. Çetinkaya (18:27) Y. Halil (24:25) E. Özmen (27:36) | Kocaeli B.B. Olimpik Buz Sporları Salonu, İzmit Zuschauer: 320 |

| 24. April 2013 13:00 Uhr | Neuseeland I. Wannamaker (24:57) J. Chai (50:27) | 2:3 (0:2, 1:1, 1:0) Spielbericht | Israel D. Mazour (7:05) S. Frenkel (18:27) M. Birbrajer (37:07) | Kocaeli B.B. Olimpik Buz Sporları Salonu, İzmit Zuschauer: 90 |

| 24. April 2013 16:30 Uhr | Bulgarien S. Muchatschew (3:46) M. Milanow (7:34) Z. Zwetanow (24:41) Z. Zwetanow (28:32) S. Muchatschew (50:14) S. Muchatschew (54:40) A. Jotow (59:41) | 7:8 n. V. (2:3, 2:2, 3:2, 0:1) Spielbericht | Mexiko Ad. Cervantes (5:22) A. Gutierrez (9:40) F. Padilla (16:20) B. Arroyo (22:24) A. Gutierrez (35:48) B. Arroyo (43:55) B. Arroyo (56:13) C. Gómez (62:01) | Kocaeli B.B. Olimpik Buz Sporları Salonu, İzmit Zuschauer: 100 |

| 24. April 2013 20:00 Uhr | Volksrepublik China Zhang H. (1:37) Li X. (33:42) Bao J. (51:17) | 3:2 (1:0, 1:0, 1:2) Spielbericht | Türkei S. Aktürk (40:32) E. Özmen (43:06) | Kocaeli B.B. Olimpik Buz Sporları Salonu, İzmit Zuschauer: 238 |

| 25. April 2013 13:00 Uhr | Israel M. Birbrajer (0:18) M. Birbrajer (12:17) O. Eizenman (13:39) D. Erlich (15:44) S. Frenkel (19:42) D. Mazour (34:55) D. Mazour (35:43) D. Erlich (38:26) O. Eizenman (44:03) D. Erlich (49:12) D. Mazour (49:30) O. Eizenman (51:30) D. Mazour (53:56) | 13:2 (5:1, 3:1, 5:0) Spielbericht | Bulgarien S. Muchatschew (17:18) M. Nikolow (22:01) | Kocaeli B.B. Olimpik Buz Sporları Salonu, İzmit Zuschauer: 72 |

| 25. April 2013 16:30 Uhr | Mexiko M. Sierra (9:13) Ad. Cervantes (15:30) B. Arroyo (34:15) M. Colás (35:28) B. Arroyo (54:54) | 5:0 (2:0, 2:0, 1:0) Spielbericht | Volksrepublik China | Kocaeli B.B. Olimpik Buz Sporları Salonu, İzmit Zuschauer: 90 |

| 25. April 2013 20:00 Uhr | Türkei Y. Halil (29:47) | 1:2 (0:0, 1:2, 0:0) Spielbericht | Neuseeland C. Huber (21:01) I. Wannamaker (24:15) | Kocaeli B.B. Olimpik Buz Sporları Salonu, İzmit Zuschauer: 300 |

| 27. April 2013 13:00 Uhr | Mexiko A. Gutierrez (28:45) B. Arroyo (41:24) B. Arroyo (53:43) C. Kelo (54:12) | 4:3 (0:0, 1:2, 3:1) Spielbericht | Israel O. Eizenman (23:23) O. Eizenman (32:05) D. Mazour (49:16) | Kocaeli B.B. Olimpik Buz Sporları Salonu, İzmit Zuschauer: 80 |

| 27. April 2013 16:30 Uhr | Bulgarien G. Iskrenow (2:44) G. Iskrenow (9:58) G. Iskrenow (14:34) | 3:6 (3:1, 0:2, 0:3) Spielbericht | Türkei Y. Halil (13:58) E. Coşkun (31:41) S. Gümüş (37:58) Y. Halil (49:31) S. Gümüş (50:13) E. Coskun (52:04) | Kocaeli B.B. Olimpik Buz Sporları Salonu, İzmit Zuschauer: 350 |

| 27. April 2013 20:00 Uhr | Neuseeland I. Wannamaker (1:21) J. Hay (8:08) A. Cox (40:36) J. Hay (42:24) A. Cox (49:50) R. Idoine (59:36) | 6:5 (2:1, 0:3, 4:1) Spielbericht | Volksrepublik China Hu T. (18:07) Hu T. (20:38) Hu T. (28:55) Bao J. (35:03) Wang C. (47:28) | Kocaeli B.B. Olimpik Buz Sporları Salonu, İzmit Zuschauer: 250 |

| Pl. |                     | Sp | S | OTS | OTN | N | Tore  | Punkte |
| 1.  | Israel              | 5  | 4 | 0   | 0   | 1 | 30:14 | 12     |
| 2.  | Neuseeland          | 5  | 4 | 0   | 0   | 1 | 24:16 | 12     |
| 3.  | Mexiko              | 5  | 3 | 1   | 0   | 1 | 25:18 | 11     |
| 4.  | Volksrepublik China | 5  | 2 | 0   | 0   | 3 | 20:25 | 6      |
| 5.  | Türkei              | 5  | 1 | 0   | 0   | 4 | 16:19 | 3      |
| 6.  | Bulgarien           | 5  | 0 | 0   | 1   | 4 | 23:46 | 1      |

Abkürzungen: Pl. = Platz, Sp = Spiele, S = Siege, OTS = Siege nach Verlängerung (Overtime) oder Penaltyschießen, OTN = Niederlagen nach Verlängerung oder Penaltyschießen, N = Niederlagen

Erläuterungen: Aufsteiger in die Division IIA, Absteiger in die Division III

#### Division-IIB-Siegermannschaft
| Division-IIB-Aufsteiger Israel | Alexander Aharonov, Tal Avneri, Maxim Birbrajer, Oren Eizenman, Daniel Erlich, Sergei Frenkel, Avishai Geller, Daniel Golodnizky, Joshua Greenberg, Mikhael Horowitz, Navot Kantor, Yevgeni Kniter, Itzhak Levy, Shlomo Levy, Shai Maaravi, Jewgeni Margulis, Daniel Mazour, Raanan Moscovich, Ran Oz, Avihu Sorotzky, Ron Vainshtein Trainer: Jean Perron |

### Auf- und Abstieg
| Absteiger in die Division IIA:  | Estland   |
| Aufsteiger in die Division IB:  | Kroatien  |
| Absteiger in die Division IIB:  | Spanien   |
| Aufsteiger in die Division IIA: | Israel    |
| Absteiger in die Division III:  | Bulgarien |
| Aufsteiger in die Division IIB: | Südafrika |

## Division III
Das Turnier der Division III wurde vom 15. bis 21. April 2013 im südafrikanischen Kapstadt ausgetragen. Die Spiele fanden in der Grand West Ice Station statt.
| 15. April 2013 13:00 Uhr (Ortszeit) | Nordkorea | 5:3 (3:1, 1:1, 1:1) Spielbericht | Vereinigte Arabische Emirate | Grand West Ice Station, Kapstadt Zuschauer: 120 |

| 15. April 2013 16:15 Uhr | Griechenland | 3:6 (1:1, 1:1, 1:4) Spielbericht | Irland | Grand West Ice Station, Kapstadt Zuschauer: 150 |

| 15. April 2013 20:00 Uhr | Luxemburg | 2:5 (0:0, 2:3, 0:2) Spielbericht | Südafrika | Grandwest Ice Arena, Kapstadt Zuschauer: 596 |

| 16. April 2013 13:00 Uhr | Vereinigte Arabische Emirate | 3:4 (2:1, 0:3, 1:0) Spielbericht | Griechenland | Grandwest Ice Arena, Kapstadt Zuschauer: 120 |

| 16. April 2013 16:15 Uhr | Nordkorea | 5:2 (2:0, 3:0, 0:2) Spielbericht | Luxemburg | Grandwest Ice Arena, Kapstadt Zuschauer: 105 |

| 16. April 2013 20:00 Uhr | Südafrika | 7:4 (1:0, 3:2, 3:2) Spielbericht | Irland | Grandwest Ice Arena, Kapstadt Zuschauer: 749 |

| 18. April 2013 13:00 Uhr | Luxemburg | 5:0 (0:0, 2:0, 3:0) Spielbericht | Irland | Grandwest Ice Arena, Kapstadt Zuschauer: 109 |

| 18. April 2013 16:15 Uhr | Nordkorea | 7:1 (1:1, 1:0, 5:0) Spielbericht | Griechenland | Grandwest Ice Arena, Kapstadt Zuschauer: 154 |

| 18. April 2013 20:00 Uhr | Südafrika | 15:0 (7:0, 4:0, 4:0) Spielbericht | Vereinigte Arabische Emirate | Grandwest Ice Arena, Kapstadt Zuschauer: 780 |

| 19. April 2013 13:00 Uhr | Irland | 1:2 (0:0, 0:1, 1:1) Spielbericht | Nordkorea | Grandwest Ice Arena, Kapstadt Zuschauer: 113 |

| 19. April 2013 16:15 Uhr | Vereinigte Arabische Emirate | 1:8 (0:4, 0:3, 1:1) Spielbericht | Luxemburg | Grandwest Ice Arena, Kapstadt Zuschauer: 159 |

| 19. April 2013 20:00 Uhr | Griechenland | 1:8 (0:2, 0:5, 1:1) Spielbericht | Südafrika | Grandwest Ice Arena, Kapstadt Zuschauer: 1.017 |

| 21. April 2013 13:00 Uhr | Luxemburg | 3:2 (2:0, 0:1, 1:1) Spielbericht | Griechenland | Grandwest Ice Arena, Kapstadt Zuschauer: 187 |

| 21. April 2013 16:15 Uhr | Irland | 7:3 (3:1, 2:0, 2:2) Spielbericht | Vereinigte Arabische Emirate | Grandwest Ice Arena, Kapstadt Zuschauer: 217 |

| 21. April 2013 20:00 Uhr | Südafrika | 4:1 (1:0, 1:0, 2:1) Spielbericht | Nordkorea | Grandwest Ice Arena, Kapstadt Zuschauer: 1.154 |

| Pl. |                              | Sp | S | OTS | OTN | N | Tore  | Punkte |
| 1.  | Südafrika                    | 5  | 5 | 0   | 0   | 0 | 39:08 | 15     |
| 2.  | Nordkorea                    | 5  | 4 | 0   | 0   | 1 | 20:11 | 12     |
| 3.  | Luxemburg                    | 5  | 3 | 0   | 0   | 2 | 20:13 | 9      |
| 4.  | Irland                       | 5  | 2 | 0   | 0   | 3 | 18:20 | 6      |
| 5.  | Griechenland                 | 5  | 1 | 0   | 0   | 4 | 11:27 | 3      |
| 6.  | Vereinigte Arabische Emirate | 5  | 0 | 0   | 0   | 5 | 10:39 | 0      |

Abkürzungen: Pl. = Platz, Sp = Spiele, S = Siege, OTS = Siege nach Verlängerung (Overtime) oder Penaltyschießen, OTN = Niederlagen nach Verlängerung oder Penaltyschießen, N = Niederlagen

Erläuterungen: Aufsteiger in die Division IIB

### Division-III-Siegermannschaft
| Division-III-Aufsteiger Südafrika | Cameron Birrell, Xander Botha, Luke Carelse, Robin Forsyth, Marc Giot, Jason Gonsalves, Wesley Krotz, Lucian Lorenzo, Deen Magmoed, Andre Marais, Cai Nebe, Jack Nebe, Zayn du Plessis, Christopher Reeves, Joshua Reinecke, Gareth Reinecke, Uthman Samaai, Luke Stringer, Jack Valadas, David Watson Trainer: Bob Mancini |

### Auf- und Abstieg
| Absteiger in die Division III   | Bulgarien |
| Aufsteiger in die Division IIB: | Südafrika |

## Qualifikation zur Division III
Das Turnier der Qualifikation für die Division III fand vom 14. bis 17. Oktober 2012 im Ice Rink in Abu Dhabi in den Vereinigten Arabischen Emiraten statt.
| 14. Oktober 2012 16:00 Uhr (Ortszeit) | 14. Oktober 2012 13:00 Uhr (MEZ) | Mongolei | 6:0 (1:0, 2:0, 3:0) Spielbericht | Georgien | Ice Rink, Abu Dhabi Zuschauer: 70 |

| 14. Oktober 2012 19:30 Uhr | 14. Oktober 2012 16:30 Uhr | Vereinigte Arabische Emirate | 2:0 (1:0, 1:0, 0:0) Spielbericht | Griechenland | Ice Rink, Abu Dhabi Zuschauer: 357 |

| 15. Oktober 2012 16:00 Uhr | 15. Oktober 2012 13:00 Uhr | Griechenland | 13:0 (4:0, 7:0, 2:0) Spielbericht | Georgien | Ice Rink, Abu Dhabi Zuschauer: 67 |

| 15. Oktober 2012 19:30 Uhr | 15. Oktober 2012 16:30 Uhr | Mongolei | 2:3 (0:1, 1:2, 1:0) Spielbericht | Vereinigte Arabische Emirate | Ice Rink, Abu Dhabi Zuschauer: 246 |

| 17. Oktober 2012 16:00 Uhr | 17. Oktober 2012 13:00 Uhr | Griechenland | 5:2 (1:1, 1:1, 3:0) Spielbericht | Mongolei | Ice Rink, Abu Dhabi Zuschauer: 175 |

| 17. Oktober 2012 19:30 Uhr | 17. Oktober 2012 16:30 Uhr | Georgien | 1:9 (1:1, 0:4, 0:4) Spielbericht | Vereinigte Arabische Emirate | Ice Rink, Abu Dhabi Zuschauer: 247 |

| Pl. |                              | Sp | S | OTS | OTN | N | Tore  | Punkte |
| 1.  | Vereinigte Arabische Emirate | 3  | 3 | 0   | 0   | 0 | 14:03 | 9      |
| 2.  | Griechenland                 | 3  | 2 | 0   | 0   | 1 | 18:04 | 6      |
| 3.  | Mongolei                     | 3  | 1 | 0   | 0   | 2 | 10:08 | 3      |
| 4.  | Georgien                     | 3  | 0 | 0   | 0   | 3 | 01:28 | 0      |

Abkürzungen: Pl. = Platz, Sp = Spiele, S = Siege, OTS = Siege nach Verlängerung (Overtime) oder Penaltyschießen, OTN = Niederlagen nach Verlängerung oder Penaltyschießen, N = Niederlagen

Erläuterungen: Qualifikant für die Division III

### Division-III-Qualifikanten
| Division-III-Qualifikant Vereinigte Arabische Emirate | Faisal Al Baloushi, Ebraheem Budebs, Salem Al Darmaki, Ahmed Al Dhaheri, Juma Al Dhaheri, Mohammed Al Dhaheri, Rashed Al Dhaheri, Ali Al Hadad, Mohamad Al Jachi, Yahya Al Junaibi, Mubarak Al Mazrouei, Suhail Al Mehairi, Obaid Al Muharrami, Saeed Al Nuaimi, Ali Al Sarour, Mohammed Al Shamisi, Omar Al Shamisi, Faisal Al Suwaidi, Khaled Al Suwaidi, Mohamed Al Zaabi Trainer: Juryj Fajkou |
| Division-III-Qualifikant Griechenland                 | Georgios Adamidis, Kyriakos Adamidis, Nikolaos Chatzigiannis, Lazaros Efkarpidis, Georgios Fiotakis, Eleftherios Fournogerakis, Dimitrios Kalyvas, Georgios Kalyvas, Antonios Kanellis, Ioannis Koufis, Georgios Kouleles, Dimitrios Malamas, Nikolaos Papadopoulos, Dalibor Ploutsis, Diogenis Souras, Orestis Tilios, Alexandros Valsamas-Rallis, Ioannis Ziakas Trainer: Igor Apostolidis       |